# معوية موندتية
معوية موندتية (الاسم العلمي:Enterococcus mundtii) هي نوع من البكتيريا تتبع جنس المكورة المعوية من فصيلة المكورات المعوية.